# Ignacio Mariano de Argote y Guzmán
Ignacio Mariano de Argote y Guzmán (Córdoba, 27 de noviembre de 1732 – Malta, 26 de diciembre de 1796), diplomático español.
Era hijo de Francisco de Argote y Cárcamo, III marqués de Cabriñana, y de Ana de Guzmán y de los Ríos. En 1757 ingresó a la Orden de San Juan de Malta, en la cual se desempeñó como bailío.
En marzo de 1785, tras la muerte de Ramón Caamaño, recibió una credencial real refrendada por el primer secretario de Estado y en la cual se lo nombró embajador español en Malta. Logró, a instancias del gran maestre de la Orden, percibir un sueldo fijo de 1000 doblones desde el 8 de septiembre de 1787.
Murió soltero el 26 de diciembre de 1796.